# Carl Ludwig Siegel
Carl Ludwig Siegel (31. prosince 1896 Berlín - 4. dubna 1981 Göttingen) byl německý matematik, který se zabýval hlavně teorií čísel, profesor v Göttingen a v Princetonu.

## Život
Pocházel z úřednické rodiny, od roku 1915 studoval astronomii, fyziku a matematiku na Berlínské univerzitě, mimo jiné u Maxe Plancka, a specializoval se na teorii čísel. Protože roku 1917 odmítl narukovat, byl umístěn do blázince. Od roku 1919 pokračoval ve studiu na univerzitě v Göttingenu, roku 1920 promoval prací o aproximaci iracionálních čísel a roku 1922 se stal profesorem ve Frankfurtu. Protože se hlasitě zastával svých židovských kolegů a protestoval proti jejich diskriminaci, měl za nacistického režimu stále obtížnější situaci a roku 1940 nakonec emigroval do USA. Byl profesorem na Institute for Advanced Study v Princetonu a roku 1951 se vrátil do Göttingenu.

## Dílo
Věnoval se hlavně teorii čísel, kterou rozšířil v oblasti transcendentních čísel, dále teorii funkcí a nebeské mechanice. Ostře se bránil tendenci ke stále abstraktnější matematice, kterou posměšně nazýval "teorie prázdné množiny".
Byl oceněn sedmi četnými doktoráty, civilním řádem Pour le Mérite (1963), německým Řádem za zásluhy (1964) a roku 1978 byl prvním laureátem Wolfovy ceny za matematiku.